# فهرست کد جی‌اس۱ کشورها

## سیاههٔ کدهای بین‌المللیجی‌اس۱برای کشورها
- ۰۰۰ – ۰۱۹ آمریکا و کانادا
- ۰۲۰ – ۰۲۹ توزیع محصور - مشارکت محدود
- ۰۳۰ – ۰۳۹ دارویی آمریکا - نظام‌نامه دارویی بین‌الملل
- ۰۴۰ – ۰۴۹ توزیع محصور - مشارکت محدود
- ۰۵۰ – ۰۵۹ کوپن
- ۰۶۰ – ۰۹۹ آمریکا و کانادا
- ۱۰۰ – ۱۳۹ آمریکا - رزرو شده برای استفاده‌های بعدی
- ۲۰۰ – ۲۹۹ توزیع محصور - مشارکت محدود
- ۳۰۰ – ۳۷۹ فرانسه و موناکو
- ۳۸۰ بلغارستان
- ۳۸۳ اسلونی
- ۳۸۵ کرواسی
- ۳۸۷ بوسنی و هرزگوین
- ۳۸۹ مونته‌نگرو
- ۳۹۰ کوزوو
- ۴۰۰ – ۴۴۰ آلمان - کد شماره ۴۴۰ پس از پیوستن دوباره آلمان غربی و شرقی
- ۴۵۰ – ۴۵۹ ژاپن
- ۴۶۰ – ۴۶۹ روسیه
- ۴۷۰ قرقیزستان
- ۴۷۱ تایوان
- ۴۷۴ استونی
- ۴۷۵ لاتویا
- ۴۷۶ آذربایجان
- ۴۷۷ لیتوانی
- ۴۷۸ ازبکستان
- ۴۷۹ سری لانکا
- ۴۸۰ فیلیپین
- ۴۸۱ بلاروس
- ۴۸۲ اوکراین
- ۴۸۴ مولداوی
- ۴۸۵ ارمنستان
- ۴۸۶ گرجستان
- ۴۸۷ قزاقستان
- ۴۸۹ هنگ کنک
- ۴۹۰ – ۴۹۹ ژاپن
- ۵۰۰ – ۵۰۹ بریتانیا
- ۵۲۰ یونان
- ۵۲۸ لبنان
- ۵۲۹ قبرس
- ۵۳۰ آلبانی
- ۵۳۱ مقدونیه
- ۵۳۵ جزیره مالت
- ۵۳۹ ایرلند
- ۵۴۰ – ۵۴۹ بلژیک و لوکزامبورگ
- ۵۶۰ پرتغال
- ۵۶۹ ایسلند
- ۵۷۰ – ۵۷۹ دانمارک، جزایر فارو و گرینلند
- ۵۹۰ لهستان
- ۵۹۴ رومانی
- ۵۹۹ مجارستان
- ۶۰۰ – ۶۰۱ آفریقای جنوبی
- ۶۰۳ غنا
- ۶۰۸ بحرین
- ۶۰۹ موریس
- ۶۱۱ مراکش
- ۶۱۳ الجزایر
- ۶۱۶ کنیا
- ۶۱۸ ساحل عاج
- ۶۱۹ تونس
- ۶۲۱ سوریه
- ۶۲۲ مصر
- ۶۲۴ لیبی
- ۶۲۵ اردن
- ۶۲۶ ایران
- ۶۲۷ کویت
- ۶۲۸ عربستان سعودی
- ۶۲۹ امارات
- ۶۴۰ – ۶۴۹ فنلاند
- ۶۹۰ – ۶۹۵ چین
- ۷۰۰ – ۷۰۹ نروژ
- ۷۲۹ اسرائیل
- ۷۳۰ – ۷۳۹ سوئد
- ۷۴۰ گواتمالا
- ۷۴۱ السالوادور
- ۷۴۲ هندوراس
- ۷۴۳ نیکاراگوئه
- ۷۴۴ کاستاریکا
- ۷۴۵ پاناما
- ۷۴۶ جمهوری دمنیکن
- ۷۵۰ مکزیک
- ۷۵۴ – ۷۵۵ کانادا
- ۷۵۹ ونزوئلا
- ۷۶۰ – ۷۶۹ سوئیس و لیختن اشتاین
- ۷۷۰ کلمبیا
- ۷۷۳ اروگوئه
- ۷۷۵ پرو
- ۷۷۷ بولیوی
- ۷۷۹ آرژانتین
- ۷۸۰ شیلی
- ۷۸۴ پاراگوئه
- ۷۸۵ پرو
- ۷۸۶ اکوادور
- ۷۸۹ – ۷۹۰ برزیل
- ۸۰۰ – ۸۳۹ ایتالیا، سن مارینو و واتیکان
- ۸۴۰ – ۸۴۹ اسپانیا و آندورا
- ۸۵۰ کوبا
- ۸۵۸ اسلواکی
- ۸۵۹ جمهوری چک
- ۸۶۰ صربستان
- ۸۶۵ مغولستان
- ۸۶۷ کره شمالی
- ۸۶۸ – ۸۶۹ ترکیه
- ۸۷۰ – ۸۷۹ هلند
- ۸۸۰ کره جنوبی
- ۸۸۴ کامبوج
- ۸۸۵ تایلند
- ۸۸۸ سنگاپور
- ۸۹۰ هند
- ۸۹۳ ویتنام
- ۸۹۹ اندونزی
- ۹۰۰ – ۹۱۹ اتریش
- ۹۳۰ – ۹۳۹ استرالیا
- ۹۴۰ – ۹۴۹ نیوزلند
- ۹۵۰ دفتر مرکزی
- ۹۵۵ مالزی
- ۹۵۸ ماکائو
- ۹۷۷ سری نشر شدهٔ ISSN
- ۹۷۸ – ۹۷۹ سری نشر شده شابک
- ۹۸۰ باز پس گرفته شده‌ها
- ۹۸۱ – ۹۸۲ کوپن‌های رایج
- ۹۹۰ – ۹۹۹ کوپن

کد شماره ۹۵۰ (دفتر مرکزی) به عنوان ساختاری جانبی برای قراردادها و درخواست‌های بین‌المللی به کار برده می‌شود، مانند ۹۵۰۹۹۹۹ که برای سازمان دارویی بین‌الملل طراحی شده است.

## کدهای ذخیره شده
این دسته از کدها برای استفاده در آینده و برای کشورهای تازه‌وارد رزرو شده‌اند.
- ۱۴۰ – ۱۹۹
- ۳۸۱، ۳۸۲، ۳۸۴ و۳۸۶
- ۳۸۸ – ۳۹۹
- ۴۴۱ – ۴۴۹
- ۴۷۲، ۴۷۳، ۴۸۳ و۴۸۸
- ۵۱۰ – ۵۱۹
- ۵۲۱ – ۵۲۷
- ۵۳۲ – ۵۳۴ و۵۳۶ – ۵۳۸
- ۵۵۰ – ۵۵۹
- ۵۶۱ – ۵۶۸
- ۵۸۰ – ۵۸۹
- ۵۹۱ – ۵۹۳ و۵۹۵ – ۵۹۸
- ۶۰۲ و ۶۰۴ – ۶۰۷
- ۶۱۰، ۶۱۲، ۶۱۴، ۶۱۵، ۶۱۷، ۶۲۰ و۶۲۳
- ۶۳۰ – ۶۳۹
- ۶۵۰ – ۶۸۹
- ۶۹۶ – ۶۹۹
- ۷۱۰ – ۷۲۸
- ۷۴۷ – ۷۴۹
- ۷۵۱ – ۷۵۳ و۷۵۶ – ۷۵۸
- ۷۷۱، ۷۷۲، ۷۷۴، ۷۷۶ و۷۷۸
- ۷۸۱ – ۷۸۳، ۷۸۷ و۷۸۸
- ۷۹۱ – ۷۹۹
- ۸۵۱ – ۸۵۷
- ۸۶۱ – ۸۶۴ و۸۶۶
- ۸۸۱ – ۸۸۳، ۸۸۶، ۸۸۷ و۸۸۹
- ۸۹۱، ۸۹۲ و۸۹۴ – ۸۹۸
- ۹۲۰ – ۹۲۹
- ۹۵۱ – ۹۵۴، ۹۵۶ و۹۵۷
- ۹۵۹ – ۹۷۶
- ۹۸۳ – ۹۸۹